# Slag bij Marathon
De Slag bij Marathon was de beslissende veldslag die de Eerste Perzische Oorlog beëindigde en de eerste poging van de Perzen om de Griekse stadstaten bij het rijk te voegen.
In augustus 490 v.Chr. landde een Perzisch expeditieleger op advies van Hippias aan de oostkust van Attica, ter hoogte van het dorp Marathon, op grote loopafstand van Athene. Onder de charismatische leiding van Miltiades wisten de Atheners deze poging te verijdelen. Volgens hoge ramingen verloren de Perzen 6000 à 7000 man. Daartegenover sneuvelden er "slechts" 192 Atheense strijders, wier stoffelijk overschot ter plaatse werd bijgezet in een nu nog bestaande grafheuvel.
Volgens een verhaal uit latere tijden bracht de ijlbode Phidippides het bericht van de Griekse overwinning in één ruk naar Athene, waar hij bij aankomst stierf van uitputting. Het is waarschijnlijk een legende. Toch werd bij de oprichting van de moderne Olympische Spelen ter herinnering de Marathonloop ingevoerd. Historisch is wel dat de Atheense troepen onmiddellijk na de aftocht van de Perzen in ijltempo naar Athene terugkeerden, een geforceerde mars van een zevental uren. Ze kwamen op tijd aan om een tweede landingspoging te beletten van de Perzische vloot, die om Kaap Soenion gevaren was.
De 19e-eeuwse Britse historicus Edward Creasy rekende de Slag bij Marathon onder de vijftien meest beslissende veldslagen in de wereld. Zijn collega John Stuart Mill ging met zijn beroemde uitspraak over de betekenis van de veldslag nog veel verder. Hij meende dat de slag bij Marathon, zelfs als een gebeurtenis in de Britse geschiedenis, belangrijker was dan de slag bij Hastings.

## Voorgeschiedenis
Cyrus II de Grote, een tolerante veroveraar die de Griekse kolonies had veroverd in het westen van Anatolië, liet deze veel onafhankelijkheid behouden mits ze zich vrijwillig onder het gezag schaarden van de Perzische satraap (gouverneur) van Sardis.
In 499 v.Chr. kwamen de Grieken in Ionië in opstand en werden versterkt door 25 schepen uit Athene en Eretria. De Griekse soldaten uit de schepen voegden zich bij de plunderende Ioniërs in het brandende Sardis - waarbij ook tempels verloren gingen, reden voor de Perzen om later de tempels op de Acropolis te verwoesten. Daar trokken zij zich terug. Darius de Eerste had met zijn leger de opstand in 494 v.Chr. neergeslagen. De deelname van Athene bij de opstand in Ionië en de plundering van Sardes had de relatie tussen de Grieken en de Perzen verslechterd.
Darius 1 die in 492 v.Chr. Macedonië tot overgave dwong, wilde Griekenland binnenvallen, maar zijn vloot werd door een storm bij Kaap Athos verwoest. Hij was gedwongen zich terug te trekken naar Azië. Op de weg terug werd hij diverse keren aangevallen door Thraciërs en verloor hij een groot deel van zijn leger.
In 491 v.Chr. stuurde Darius I diplomaten naar elke Griekse stad en eiste overgave. De eerste staat die zich overgaf was het Griekse eiland Aegina dat kort daarna een vazal van Perzië werd. Athene beschuldigde de Aeginers van plannen om deel te nemen aan het Perzische leger in een oorlog tegen eigen volk. Kort daarna werd er oorlog verklaard met Sparta als de bondgenoot van Athene. Darius had gebruikgemaakt van de Aeginers als excuus om Griekenland binnen te vallen.
Dat gebeurde in 490 v.Chr. De Perzen wilden Athene verwoesten voordat zij een grote bedreiging voor hen werd. Het gevolg hiervan was de slag bij Marathon en een reeks veldslagen waarbij de Griekse falanx de veel talrijkere Perzen versloegen.

## Voorbereiding van de slag

### Bevelhebbers

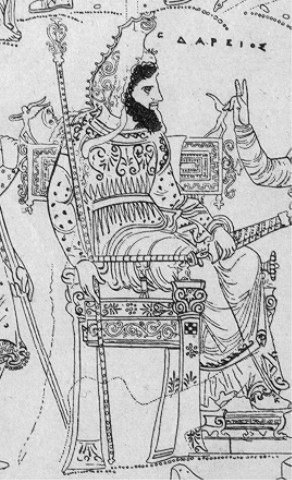
Darius I afgebeeld op een Griekse vaas

Darius koos twee bevelhebbers: Datis, afkomstig uit Medië en zijn neef Artaphernes. Volgens Herodotus voerden ze het bevel over een wel erg groot leger waarvoor ze 600 triremen nodig hadden om het te vervoeren. Datis veroverde Eretria. Zelfverzekerd voer hij naar Marathon op de zuidkust van Attica, omdat de vlakte daar geschikt was voor zijn leger.
Athene maakte zijn hoplieten klaar. Athene had tien bevelhebbers (strategoi, onder wie Miltiades) die elkaar elke dag aflosten. De bevelhebbers stuurden Philippides naar Sparta en waarschijnlijk ook boodschappers naar andere steden om versterking. Herodotus beweert dat de Spartanen wilden helpen, maar volgens eigen traditie pas mochten vechten bij volle maan (9 september) na afloop van een plaatselijk festival. Volgens sommige moderne historici was er rond die tijd een opstand in Sparta waardoor ze niet konden uitrukken, wat ook vermeld wordt door Plato.

### Troepensterkte
Volgens moderne historici was Datis' leger naar schatting 20.000 man groot waarvan 19.000 infanterie en 1000 cavalerie. Volgens Herodotus hadden de Perzen een leger van 26.000 man. De Grieken hadden ongeveer 10.000 hoplieten. De historici Simonides en Plutarchus schreven zelfs dat de Perzen over een leger van 20.000 tot 30.000 soldaten beschikten. Hoe de Perzen de cavalerie in het gevecht hebben gebruikt is onbekend. Twee Ionische overlopers kwamen de Atheense soldaten vertellen dat de cavalerie van de Perzen het gebied had verlaten. Wanneer en waarom is nog niet zeker, net zoals het Perzische gevechtsplan: daar wordt nog steeds over gedebatteerd. Sommige historici beweren zelfs dat het Perzische leger 20.000 tot 60.000 groot was.
Waarom zou Datis een grote vlakte als strijdperk kiezen voor een leger van 20.000 man of minder? Militiades maakte volgens Herodotus de Griekse linie even lang als die van de Perzen. Het front van de Griekse linie bestond uit ongeveer 1.625 man. Als de Perzen dezelfde dichtheid hadden als de Grieken – zo’n 10 rijen sterk – dan zouden de Perzen tegenover 16.000 Grieken staan, wat niet klopt volgens de bron. Uiteindelijk zou de formatie van de Perzen veel dieper en talrijker moeten zijn. Het kan niet uitgesloten worden dat de Perzen een groter leger hadden dan 20.000. Het door Herodotus geschatte aantal van ongeveer 26.000 Perzen is dan ook aannemelijk.

### Vechten of terugtrekken?
De Griekse bevelhebbers overwogen een terugtrekking voor de Perzische overmacht, in afwachting op versterking van de Spartanen. Miltiades stemde voor een onmiddellijke aanval. Omdat de stemmen staakten overtuigde Miltiades Callimachus voor een aanval te stemmen. Het Atheense leger nam een goed verdedigbare positie in. Op de dag dat Miltiades bevel voerde, beval hij een aanval op het Perzische leger.

## De slag

### Tactiek

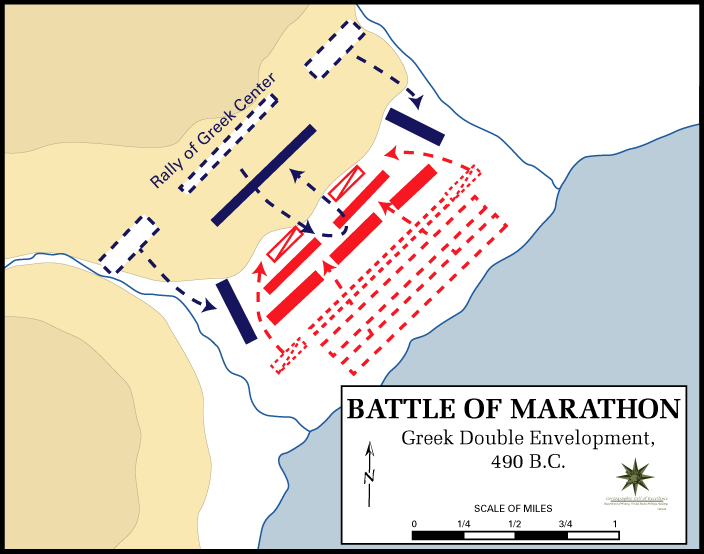
De slagorde: de Grieken (blauw) omsingelen de Perzen (rood) langs de flanken

Een favoriete tactiek van de Perzen was de vijand verzwakken met salvo’s van pijlen om vervolgens met de cavalerie een charge op de gedesorganiseerde vijand uit te voeren. Maar de Grieken waren juist zwaar uitgerust en goed bestand tegen dit soort tactieken. Het Griekse ronde schild, de Hoplon, beschermde zowel de drager als de medesoldaat ernaast uitstekend en in formatie zelfs nog beter, terwijl de Perzische takabara en sparabara veel slechter waren uitgerust met smallere schilden van linnen, lappen stof en riet of soms hout die kansloos waren tegen de zware speren van de hoplieten.
Tijdens de Ionische opstand was de Atheense falanx ernstig verzwakt door pijlen van boogschutters. Voordat de hoplieten hen bereikten leden ze al grote verliezen, omdat ze langzaam moesten lopen om de formatie te behouden. Miltiades had al enkele confrontaties met de Perzen gehad in zijn campagne in Scythië rond 513 v.Chr.. Waarschijnlijk had hij zijn soldaten laten rennen om zo korter onder vuur van boogschutters te blijven. Mogelijk viel hierdoor de falanxformatie uit elkaar. Herodotus zegt echter dat de formatie niet gebroken werd bij de aanval. Deze lezing wordt ondersteund door de weinige doden die op dat punt van de strijd vielen.
Miltiades maakte de Atheense linie even lang als die van de Perzen, maar in het midden minder sterk. Volgens Herodotus was de linie een paar rijen diep met de flanken op volle sterkte, waarschijnlijk acht of meer rijen diep. Callimachus voerde het bevel over de rechtervleugel, een eervolle plaats in veel Griekse en later Hellenistische legers. De overige bevelhebbers namen plaats in de falanx op de frontlinie.

### Atheense aanval

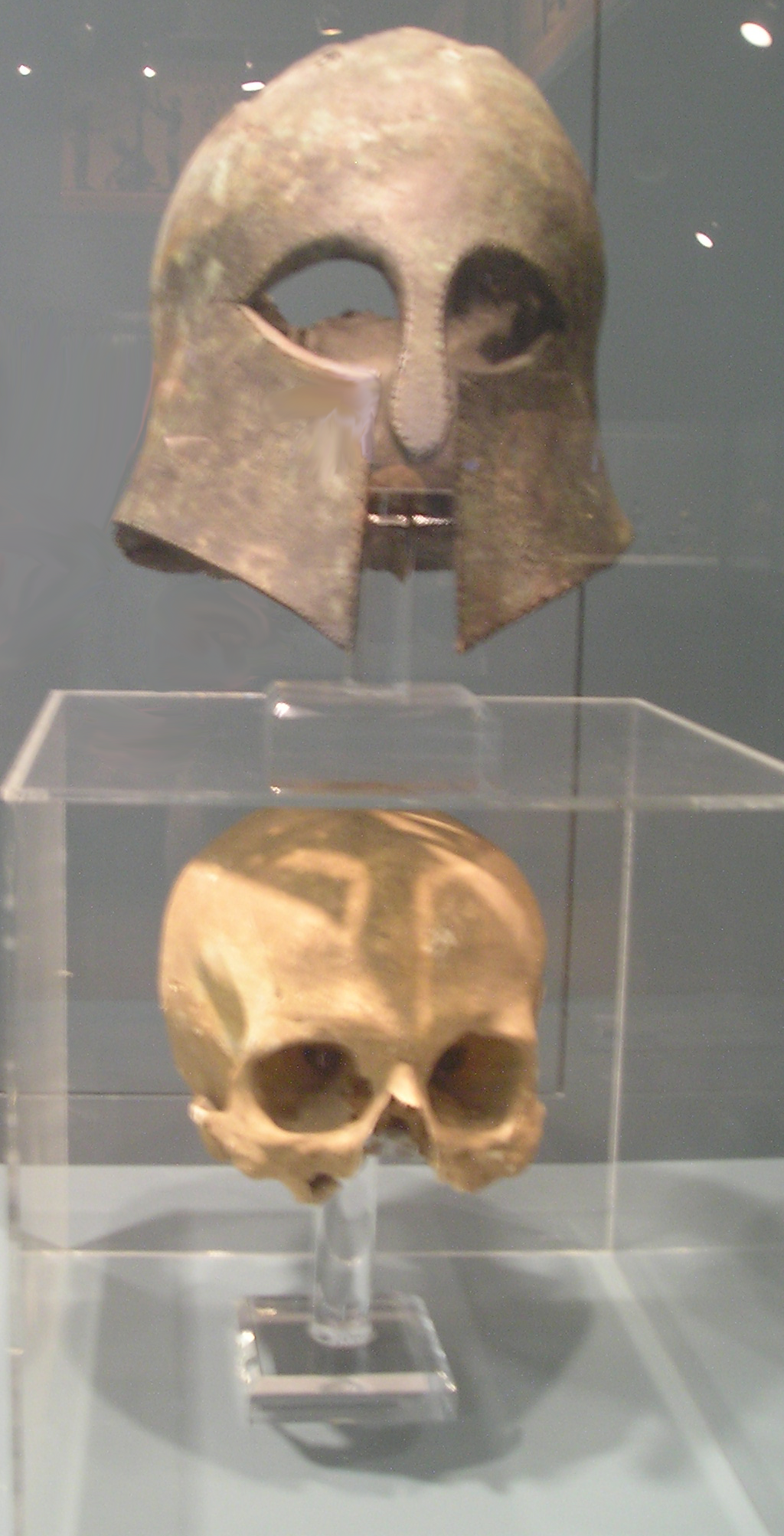
Een Korinthische helm met schedel gevonden te Marathon

Herodotus zegt in zijn Historiën (Boek VI, paragraaf 112):
“De formaties werden gevormd en de voortekens van de offers waren gunstig. De Atheners kregen het signaal ten aanval en renden op de vijand af. De afstand tussen de twee legers was niet meer dan acht stadiën. Toen de Perzen de Atheners op zich af zagen rennen dachten ze dat ze gek waren omdat ze zagen hoe weinig er waren en dat ze geen ondersteuning hadden van cavalerie of boogschutters“ .
Acht stadiën is ongeveer 1,7 km. Reconstructies met acteurs in authentieke hopliet-uitrusting hebben aangetoond dat een dichte formatie van zware infanterie die afstand niet rennend kon afleggen bij het hete klimaat en onder pijlen van de Perzen. Waarschijnlijk renden ze langzaam tot ze binnen het bereik van Perzische boogschutters kwamen (ongeveer 250 meter). Daarna gingen ze pas voluit rennen.
Grieken waren in de Oudheid goed getraind en in zeer goede conditie. Rennend in uitrusting zouden ze er minder dan ongeveer vijf minuten over doen. In marstempo kostte het ongeveer tien minuten, lang genoeg voor de Perzen om te reageren. Dus kan men concluderen dat de Grieken niet gemarcheerd hebben.

### Doorbraak
Hoewel Herodotus beweert dat de slag bij Marathon lang duurde, is het waarschijnlijker dat de Perzische flanken braken bij het eerste contact. Vooral omdat een linie van Sparabara niet opgewassen was tegen een falanx op volle snelheid van acht rijen diep.
Achter de Perzische linie stonden boogschutters zonder pantser of schilden. Zij waren niet getraind in man-tegen-mangevechten. Daarom renden deze boogschutters al snel terug naar hun schepen. In het midden stonden de Atheners onder zware druk. Hun linie was niet alleen dunner maar het terrein verstoorde hun formatie. Zo werd hun opmars vertraagd en werden ze langer blootgesteld aan Perzische pijlen. Ze stonden tegenover zwaarbewapende elite-eenheden en strijders afkomstig van saka bewapend met speerachtige strijdbijlen. De Perzen braken in het midden door. Later stopten de Atheners en Plataeaeërs hun opmars op de vleugels en vielen de Perzen die door het midden braken in de flanken en achterkant aan.
Dit leidde tot een omsingeling tot een groot deel van het Perzische leger zich terugtrok. Later achtervolgden ze de Perzen - waarbij hun zware uitrusting nadelig was - tot op het strand waar nog gevochten werd. Daar veroverden de Grieken enkele schepen. Hierbij werden Callimachus en twee andere bevelhebbers gedood. Herodotus vermeldt dat na de slag 6.400 Perzische doden geteld werden, slechts 192 Atheense en 11 uit Plataea.

## Na de slag

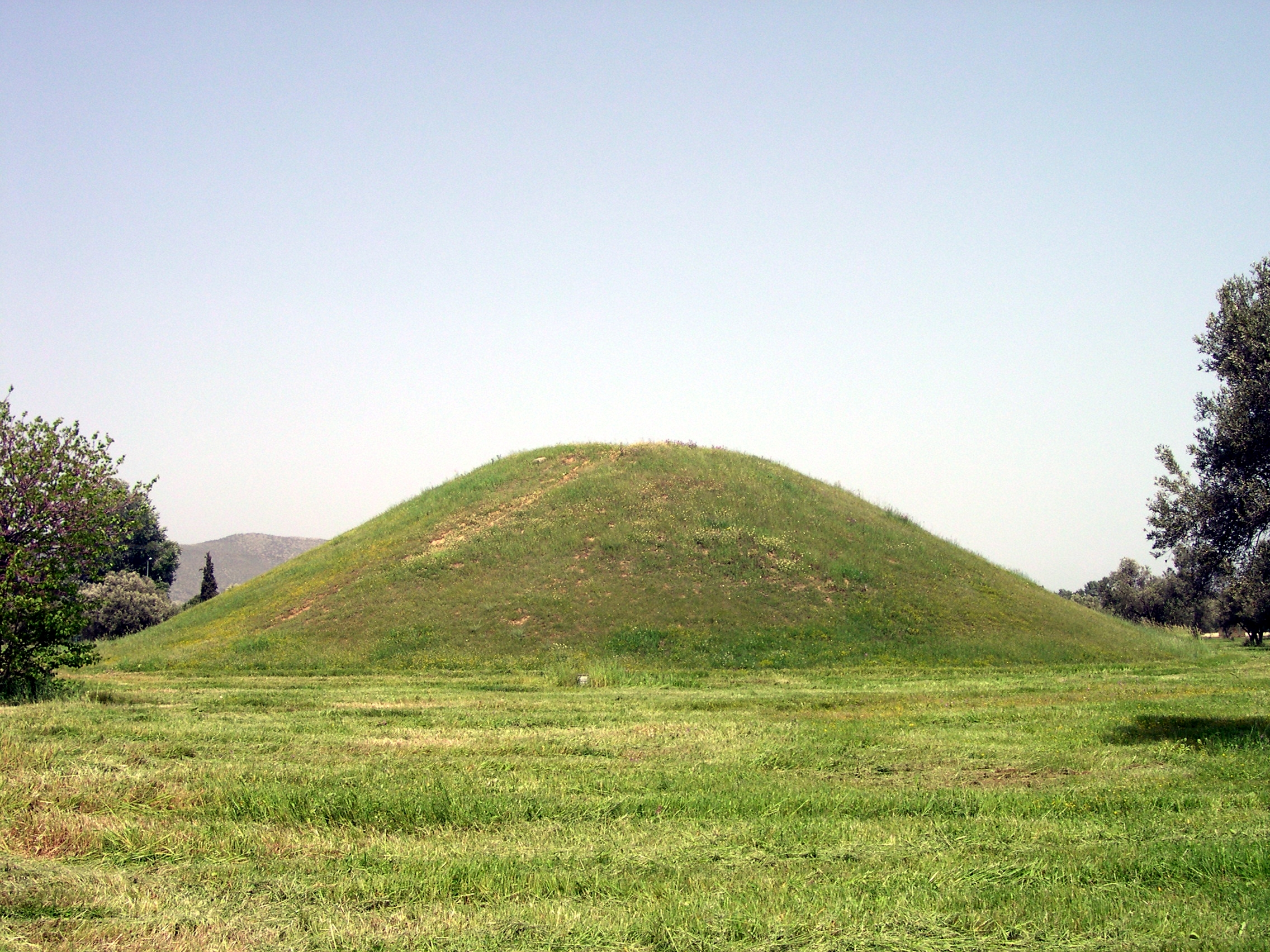
Grafheuvel

De volgende dag kwamen de Spartanen op het slagveld aan. Ze hadden in drie dagen 220 kilometer gereisd. Sommige hedendaagse historici betwijfelen of ze die afstand zo snel afgelegd hadden. De Spartanen bewonderden de Atheense overwinning. Deze bewees dat de Perzen niet onverslaanbaar waren. Het inspireerde vele Grieken en veroorzaakte opstanden in onderworpen provincies.
Thucydides schrijft dat de Atheners de gesneuvelde soldaten van Marathon de bijzondere eer verleenden van een begrafenis ter plaatse in plaats van op de algemene begraafplaats in Athene. Simonides dichtte een grafschrift voor de grafheuvel van de Atheners:
Ελλήνων προμαχούντες Αθηναίοι Μαραθώνι
χρυσοφόρων Μήδων εστόρεσαν δύναμιν
(De Atheners verdedigden de Grieken in Marathon
en vernietigden de macht van de in goud geklede Meden)
Het graf werd in de jaren 80 van de negentiende eeuw opgegraven door Duitse archeologen. In een nabije geul vonden ze ook haastig begraven Perzen.

## Conclusie en invloed op kunst
Marathon was een zware vernedering voor de Perzen. Het was de eerste keer dat Grieken de Perzen versloegen in een veldslag. Het is niet zeker of de centrale terugtrekking en omsingeling door de vleugels een bewuste tactiek van Miltiades was of een toeval dat hij volledig uitbuitte. Hij had veel ervaring met de Perzen en kende hun zwakheden. Daarom is het waarschijnlijker dat hij deze tactiek bewust gebruikte.
Kwaliteit was belangrijker dan kwantiteit. De Griekse hoplieten uit die tijd betaalden hun eigen uitrusting. Voor een groot deel kwamen zij uit de hoge en middenklasse. Ze waren mentaal en fysiek goed getraind, in tegenstelling tot de Perzische infanterie die vaak bestond uit de lagere klassen met slechtere uitrusting. De hoplieten vormden een zware infanterie, goed uitgerust en getraind in hevige aanval. De Perzische infanterie bestond voornamelijk uit lichte, slecht geoefende infanterie.
Een poëtische beschrijving van de slag wordt gegeven in het gedicht Marathon (postuum uitgegeven in 1914) van de Duitse dichter Georg Heym (1887-1912). George Byron, die vocht in de Griekse nationale oorlog tegen het Ottomaanse Rijk, herinnerde de Grieken aan hun overwinning bij Marathon en probeerde zo hun gevoel van patriottisme te wekken.
In 2010 gaf de Nationale Bank van Griekenland een muntstuk van twee euro voor op de 2.500ste verjaardag van de Slag bij Marathon, met een oplage van 2,5 miljoen.

## Primaire bronnen
- Herodotus (ca. 485 v.Chr.-425 v.Chr.?), Ιστορίης Απόδειξης (Historiën/Naspeuringen),Boek VI
- Thucydides (ca. 460 v.Chr.-ca. 400 v.Chr.), Ξυγγραφη (De Peloponnesische Oorlogen)
- Isocrates (436 v.Chr.-338 v.Chr.), Επιταφειος τοις Κορινθειοις βοηθοις (Funeral Oration)
- Plato (ca. 427 v.Chr.-ca. 347 v.Chr.), Μενέξενος (Menexenus) :-Νόμοι (Wetten)
- Xenophon (ca. 430 v.Chr.-355 v.Chr.), Κυρου Ανάβασις (Anabasis)
- Aristoteles (384 v.Chr.-322 v.Chr.), ΑΘηναιων Πολιτεια (Atheense grondwet)
- Cornelius Nepos (ca. 100 v.Chr.- ca. 24 v.Chr.), De Viris Illustribus (Levens van uitmuntende lieden)
- Plutarchus (46-127), Βίοι Παραλληλοι (Parallel Lives), Theseus, Aristeides, Themistocles

- Περί του Ηροδότου κακοηθείας (Over Herodotus' kwaadsprekerij)
- Lucianus (ca. 120 - ca. 180), Ὑπὲρ τοῦ ἐν τῇ προσαγορεύσει πταίσματος (A slip in the tongue of salutation)
- Pausanias (2e eeuw), Ελλαδος Περιήγησις (Beschrijving van Griekenland)
- Claudius Aelianus (ca. 175–ca. 235), Ποικιλη Ιστορια (Bonte geschiedenis)
- Marcus Junianus Justinus (3e eeuw), Historiarum Philippicarum (Uittreksel van de Phillippische Geschiedenis van Pompeius Trogus)
- Photios I van Constantinopel (ca. 820-893), Μυριόβιβλον (Bibliotheca or Myriobiblon): Uittreksel van Περσικά (Persica) door Ctesias (4e eeuw v.Chr.)
- Suda (10e eeuw), Byzantijnse encyclopedie